# Drimia razii
Drimia razii är en sparrisväxtart som beskrevs av M.Y. Ansari. Drimia razii ingår i släktet Drimia och familjen sparrisväxter. Inga underarter finns listade i Catalogue of Life.